# Kitt

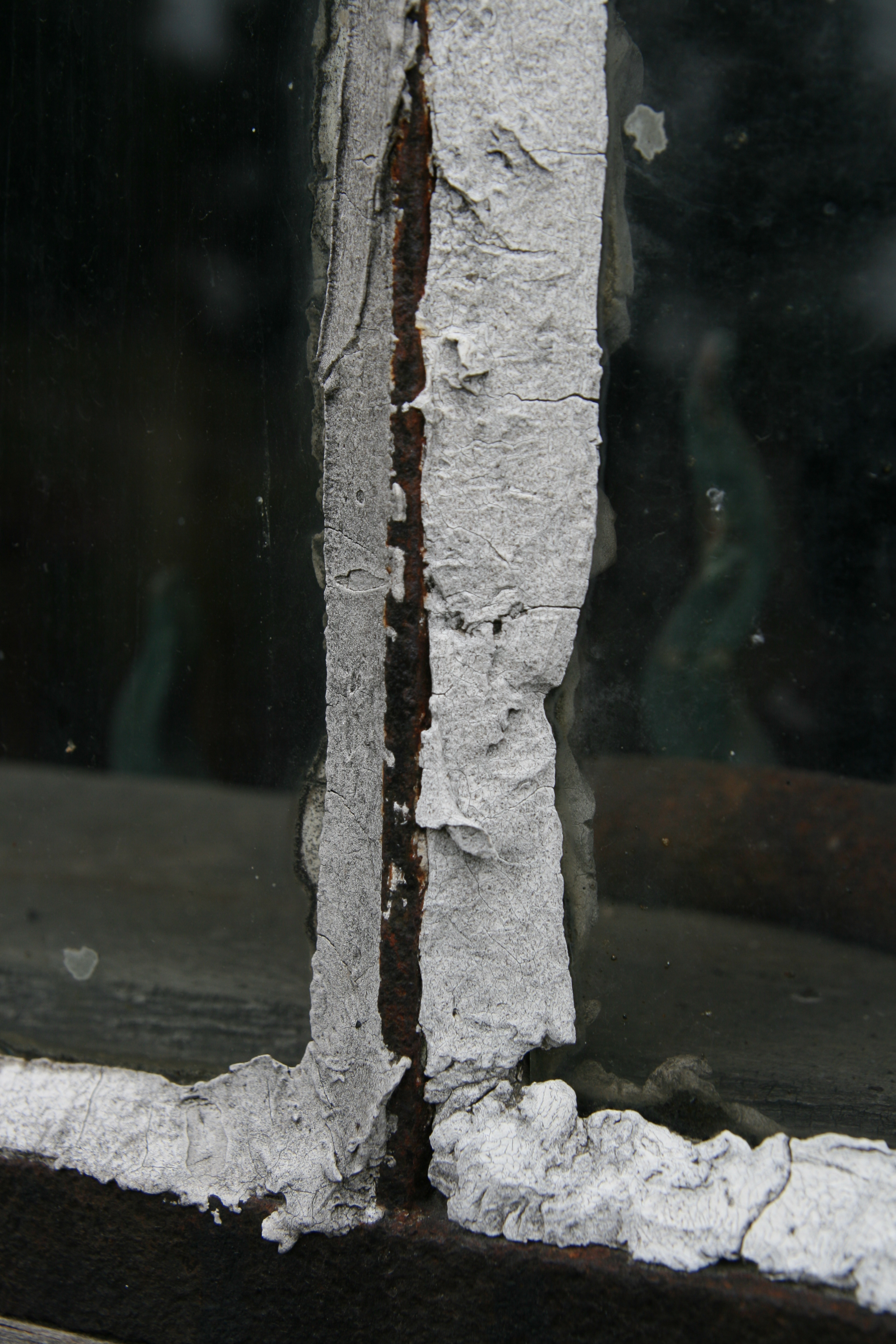
Fönsterkitt som håller en glasruta på plats i en gammal byggnad.

Kitt är beteckning på ett antal olika bindemedel, som i färskt tillstånd är mjuka, men som efter kortare eller längre tid blir hårda och anpassade till de föremål som skall sammanfogas. Det skall också efter behov ha motståndskraft mot inverkan av värme, fuktighet, syror, alkalier, stötar, tryck etcetera.
Som allmän regel gäller att de ytor som skall bindas samman måste vara rena och ej porösa, eftersom den flytande delen av kittet annars sugs upp innan det kunnat medverka till dess hårdnande.
Kitt består som regel av en blandning av ett fast och ett flytande ämne. De indelas vanligen efter de flytande ämnena, som oljekitt, hartskitt, limkitt och glycerinkitt.

## Varianter

### Oljekitt
Oljekitt framställs som en blandning av olika fasta ämnen med linolja eller linoljefernissa. Det tar ganska lång tid att hårdna, men är därefter vanligen mycket hårt och vattentätt. Hit hör vanligt glasmästarkitt som består av slammad krita och linolja eller fernissa.

### Hartskitt
Hartskitt består av olika slags harts, som antingen används i smält tillstånd, oftast blandade med andra ämnen, eller i form av en lösning. Det är vanligen mycket vattentätt och motståndskraftigt mot syror, hårdnar snabbt, men blir lätt skört och tål värme dåligt. Hartskitt lämpar sig särskilt för kittning av keramiska varor, läder, trä och dylikt.
Med hartskitt utan någon vidare beteckning avses i regel kitt framställt kolofonium blandat med vax eller svavel och stenmjöl.
Traditionellt har det funnits ett flertal slag av kitt för mer specifika ändamål. Bland dessa kan nämnas kautschuckkitt, kopalkitt, asfaltkitt, mönjekitt, limkitt, glycerinkitt och vattenglaskitt.

### Cellulosalim
Till kitt har också hänförts cellulosalim, som är en tjockflytande lösning av nitrocellulosa i amylacetat, butylacetat eller liknande lösningsmedel. Det sammankittar med stor bindningskraft nästan alla material.
En variant är plastiskt trä, där träpulver blandas med cellulosalim till en pasta, som användes för utfyllning av sprickor och dylikt vid träarbeten.